# Murta (cantor)
Francisco Murta (nascido a 31 de agosto de 1998), mais conhecido pelo nome artístico Murta, é um cantor e compositor português.

## Carreira
Em 2016, participou na quarta edição do The Voice Portugal. Ele escolheu Aurea como mentora nas audições às cegas, onde cantou " Georgia on My Mind". Murta acabou por perder na final para Fernando Daniel, garantindo o segundo lugar .

## Discografia

### Álbuns
| Título          | Detalhes |
| --------------- | --- |
| D'Art Vida      | - Lançamentoː 15 de novembro de 2019 (POR) - Editora: Universal Music Portugal - Formato: CD, Vinil, Digital |
| LUV IS A LEGACY | - Lançamento: 8 de novembro de 2024 (POR) - Editora: Universal Music Portugal                                |

### Singles
| Título                                                                               | Ano  | Posição máxima | Certificação | Álbum           |
| Título                                                                               | Ano  | POR            | Certificação | Álbum           |
| ------------------------------------------------------------------------------------ | ---- | -------------- | ------------ | --------------- |
| "Porquê"                                                                             | 2019 | 79             | AFP : Ouro   | D'Art Vida      |
| "Respeitar"                                                                          | 2019 | —              |              | D'Art Vida      |
| "Segredos"                                                                           | 2019 | —              |              | D'Art Vida      |
| "Saudade"                                                                            | 2019 | —              |              | D'Art Vida      |
| "Alguém Que Mude"                                                                    | 2020 | —              |              | —               |
| "Palavra"                                                                            | 2021 |                |              | —               |
| "ESCUTA"                                                                             | 2023 |                |              | LUV IS A LEGACY |
| "EFEITO"                                                                             | 2023 |                |              | —               |
| "TU SABES" (com Diana Lima)                                                          | 2023 |                |              | LUV IS A LEGACY |
| "Sincero"                                                                            | 2024 |                |              | —               |
| "T̰$UNAMI" (com Rocky)                                                                | 2024 |                |              | LUV IS A LEGACY |
| "INVISÍVEL" (com Jüra)                                                               | 2024 |                |              | LUV IS A LEGACY |
| "—" indica um tema que não entrou nas tabelas ou não foi lançada naquele território. |      |                |              |                 |

#### Como artista convidado
| Título                                                                                | Ano  | Posição máxima | Álbum            |
| Título                                                                                | Ano  | POR            | Álbum            |
| ------------------------------------------------------------------------------------- | ---- | -------------- | ---------------- |
| "Rosas" (Domi com Murta)                                                              | 2018 | —              | 3ª Maior         |
| "Não Quebro" (Estraca com Murta)                                                      | 2019 | —              | single sem álbum |
| "Vou Te Amar" (Blacci com Murta)                                                      | 2021 |                |                  |
| "Não Tá Fácil" (Dengaz com Murta)                                                     | 2022 |                |                  |
| "Aquece" (Harold com Murta)                                                           | 2023 |                |                  |
| "Vistas" (Ary Rafeiro com Murta)                                                      | 2023 |                |                  |
| "—" indica uma tema que não entrou nas tabelas ou não foi lançada naquele território. |      |                |                  |

## Prémios
| Ano  | Prémio                             | Categoria        | Resultado |
| ---- | ---------------------------------- | ---------------- | --------- |
| 2020 | Play - Prémio da Música Portuguesa | Melhor Revelação | Indicado  |